# Tego Calderón
Tegui Calderón Rosario (ur. 1 lutego 1972 w Santurce) – portorykański raper, piosenkarz i aktor. Najbardziej znany jest jako Tego Calderón lub pod pseudonimem „El Abayarde”, które odnosi się do malutkiej, wolno poruszającej się mrówki ognistej znalezionej w Portoryko. Imię odnosi się do jego zachowania jako dziecka; złośliwy i kłopotliwy. Nagrywa także inne rodzaje muzyki takie jak mambo, blues, salsa (np. „Planté bandera” na swoim debiutanckim albumie oraz „Llora, Llora” i „Llámame” z Oscarem D'León) w 2006, blues („Mardi Gras” na albumie z 2006) i reggaeton. Ponadto stworzył również utwory, które są czystym reggae. Dzięki albumowi El Abayarde (2002) stał się gwiazdą wśród Latynosów. Współpracował z takimi raperami jak Snoop Dogg, Cartel de Santa, 50 Cent i Cypress Hill. Uczęszczał do szkoły artystycznej w Portoryko, zanim przeniósł się z rodziną do Miami. Był nominowany do nagrody Latin Grammy 2012 za The Original Gallo Del Pais. Karierę muzyczną rozpoczął w 1996 roku (jako Tego Tec) i był wspierany przez słynnego portorykańskiego rapera Eddiego Dee, który zaprosił go na swój drugi album studyjny, El Terrorista De La Lírica, wydany w 2000.
Jego kariera filmowa rozpoczęła się drugoplanową rolą Choco w dramacie kryminalnym Illegal Tender (2007) u boku Manny’ego Pereza. Następnie zagrał rolę Tego Leo, zbiegłego więźnia, który współpracuje z Dominikiem Toretto, aby ukraść ropę w filmie krótkometrażowym Los Bandoleros (2009), który był częścią serii Szybcy i wściekli. Pojawił się epizodycznie w czwartej odsłonie tej serii, Szybko i wściekle (Fast & Furious, 2009). Dwa lata potem grał drugoplanową rolę Leo w Szybcy i wściekli 5 (Fast Five, 2011) wraz ze swoim kolegą i przyjacielem Donem Omarem. Powrócił jako Leo w filmie Szybcy i wściekli 8 (The Fate of the Furious, 2017).